# Mariä-Geburt-Kirche (Dimitrovgrad)

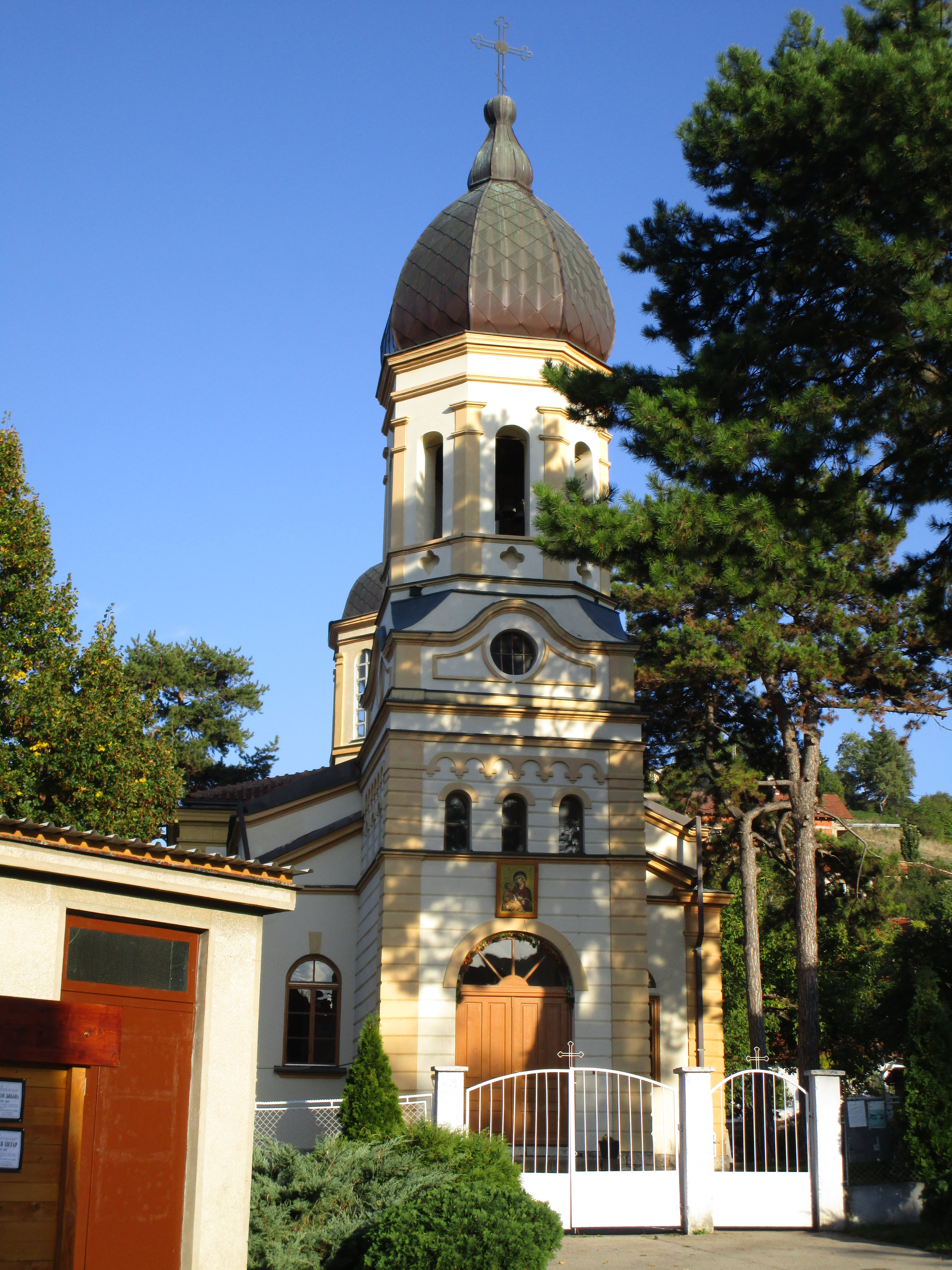
Die Mariä-Geburt-Kirche in Dimitrovgrad

Die Mariä-Geburt-Kirche (serbisch: Црква Рођења Пресвете Богородице, Crkva Rođenja Presvete Bogorodice) in der Kleinstadt Dimitrovgrad, früher Caribrod genannt, ist eine serbisch-orthodoxe Kirche im südöstlichsten Serbien.
Das von 1890 bis 1894 erbaute Kirchengebäude ist der Geburt der allerheiligsten Gottesmutter Maria geweiht. Sie ist die Pfarrkirche der Pfarrei Dimitrovgrad im Dekanat Pirot der Eparchie Niš der Serbisch-Orthodoxen Kirche.
Ihre Ikonostase gilt als einzigartig im heutigen Serbien.

## Lage
Die Kirche steht im südlichen Stadtzentrum der Stadt Dimitrovgrad, südlich des Flusses Nišava, an der Straße, Ulica Hristo Botev. Neben der Kirche befindet sich die Grundschule Hristo Botev. Unweit der Kirche auf einem Hügel befindet sich der Stadtfriedhof.
Im umzäunten Kirchhof steht neben der Kirche auch das Pfarrhaus. Das Grabmal des Priesters Teodor Atanasov befindet sich im Kirchhof.

## Geschichte

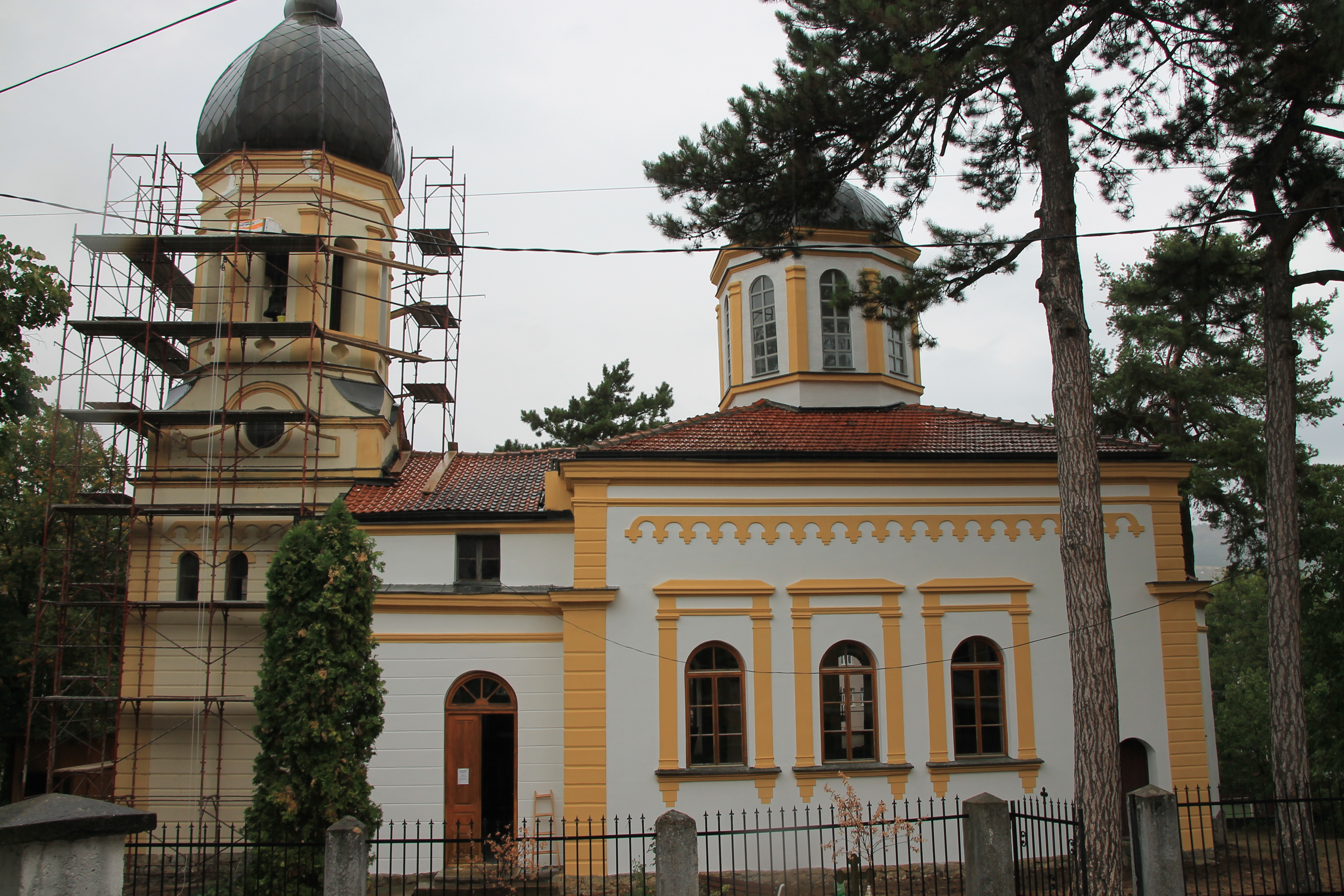
Die Südfassade der Kirche

Nach dem Russisch-Osmanischen Krieg 1877/78, dem Frieden von San Stefano und dem Berliner Kongress wurde die Stadt 1878 Teil des Fürstentums Bulgarien und Zentrum eines gleichnamigen Verwaltungsbezirks, in dem keine Schule und Kirchengebäude existierten. Nach der Fertigstellung der Schule entschied der Magistrat der Stadt, auf die Initiative des damaligen Pfarrpriesters Teodor Atanasov (1831–1903) und der Einwohner der Stadt, am 15. Juli 1888, eine 12-köpfige Kommission zum Bau einer Kirche zu bilden.

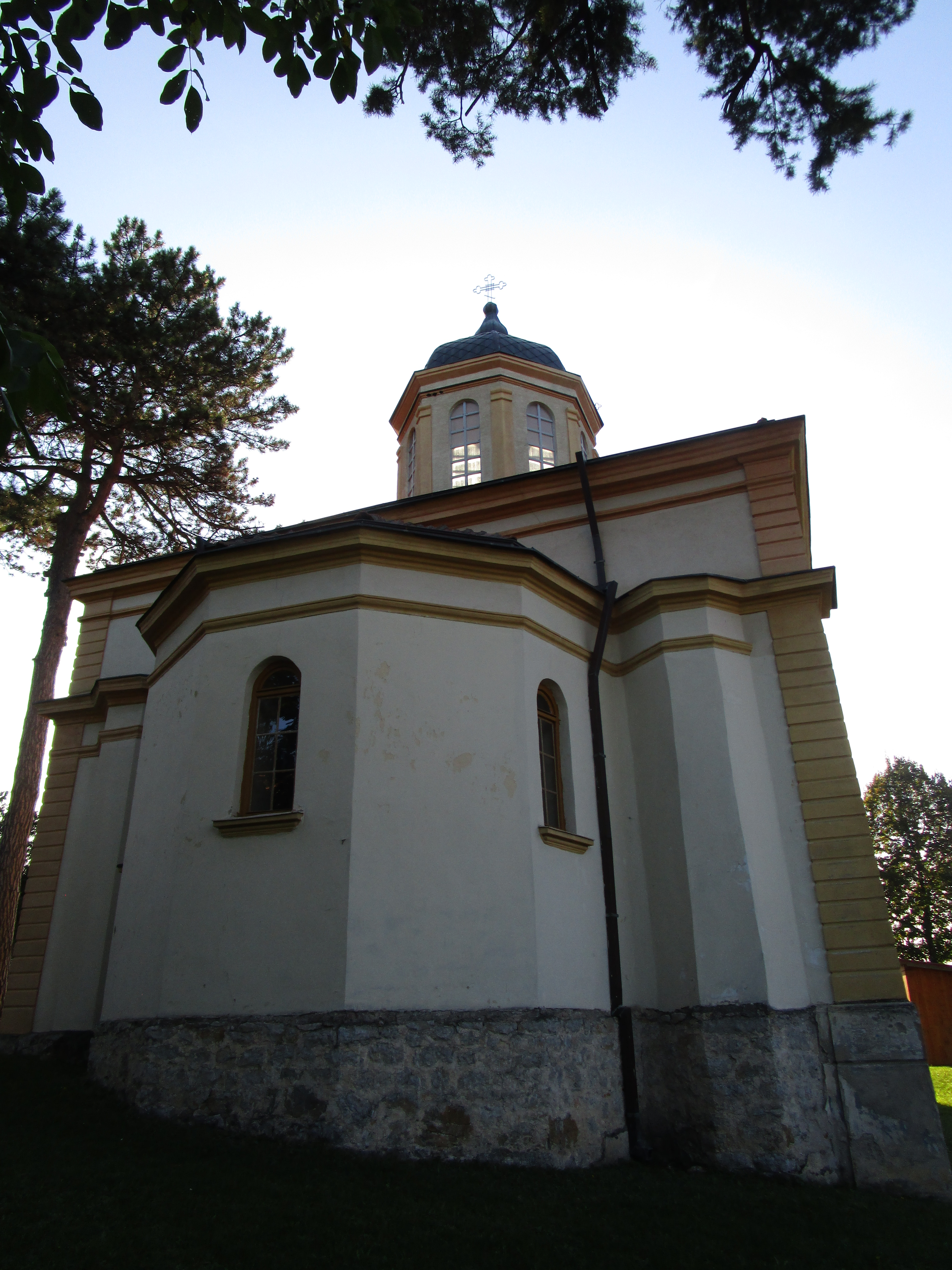
Blick auf die Kirche vom Osten

1890 wurde mit dem Bau der Kirche begonnen. Das Gotteshaus wurde durch die Firma des Unternehmers Belčev erbaut. Der Bau der Kirche gestaltete sich schwierig, denn die Bevölkerung war damals sehr arm und hatte nicht die finanziellen Mittel, allein den Geldbetrag aufzutreiben. Mit Hilfe der Eparchie Sofia und des Ministeriums für auswärtige Angelegenheiten und Religionen des Fürstentums Bulgarien wurden am 18. Mai 1890 die Grundsteine des Kirchenfundaments gesetzt. 1890  überwies das bulgarische Religionsministerium 10.000 und ein Jahr später weitere 5.000 Lewa für den Bau.
1894 wurde die Kirche fertiggestellt und am 8. November des gleichen Jahres feierlich eingeweiht.
Die Kirche wurde mehrmals renoviert. 1912 spendete die Sofiaer Bezirksverwaltung einen bestimmten Betrag für die Reparatur der Kirche.
1919 als Folge des Ersten Weltkriegs trat, gemäß dem Vertrag von Neuilly-sur-Seine, das damalige Königreich Bulgarien die Stadt Caribrod und die umliegenden Dörfer an das damalige Königreich Jugoslawien ab. Damit kam die Kirche unter die Verwaltung der Serbisch-orthodoxen Kirche. Seit dem 27. Februar 1951 zur Zeit des sozialistischen Jugoslawien trägt die Stadt, zu Ehren des Georgi Dimitrow, den Namen Dimitrovgrad.
1970 wurde der Kirchhof eingezäunt und ein neues großes Eingangstor aufgestellt. 1974 wurde die Kirche durch das örtliche Unternehmen „Gradnja“ renoviert.
Im Jahr 1984 stürzte ein starker Wind die Kuppeln um. Seit 1994 wurde die Kirche schrittweise einer großen Restauration unterzogen, die 2009 beendet wurde. Im Jahr 1997 wurde die Kirche neu verputzt und beide Kuppeln wurden dank der Bemühungen von Emil Sokolov und des Priesters Aleksandar Đorđević zunächst aus verzinktem Blech wiederaufgebaut und dann mit zwei Tonnen Kupfer bedeckt.
Im Jahr 2008 wurde dank des Ministeriums für Religionen der Republik Serbien und des Pfarrpriesters, Vojkan Radovanović, der Kircheninnenraum erneuert. Der alte Holzboden wurde durch einen neuen Fußboden aus Granitplatten ersetzt, sowie eine Fußbodenheizung installiert und neue Tischlerarbeiten (Stühle, Tische) aufgestellt. 2009 wurden die Fresken im Altarbereich vom akademischen Maler, Mića Mitić, aus Dimitrovgrad gemalt. 2024 wurde die Fassade des Kirchturms erneuert.

## Architektur

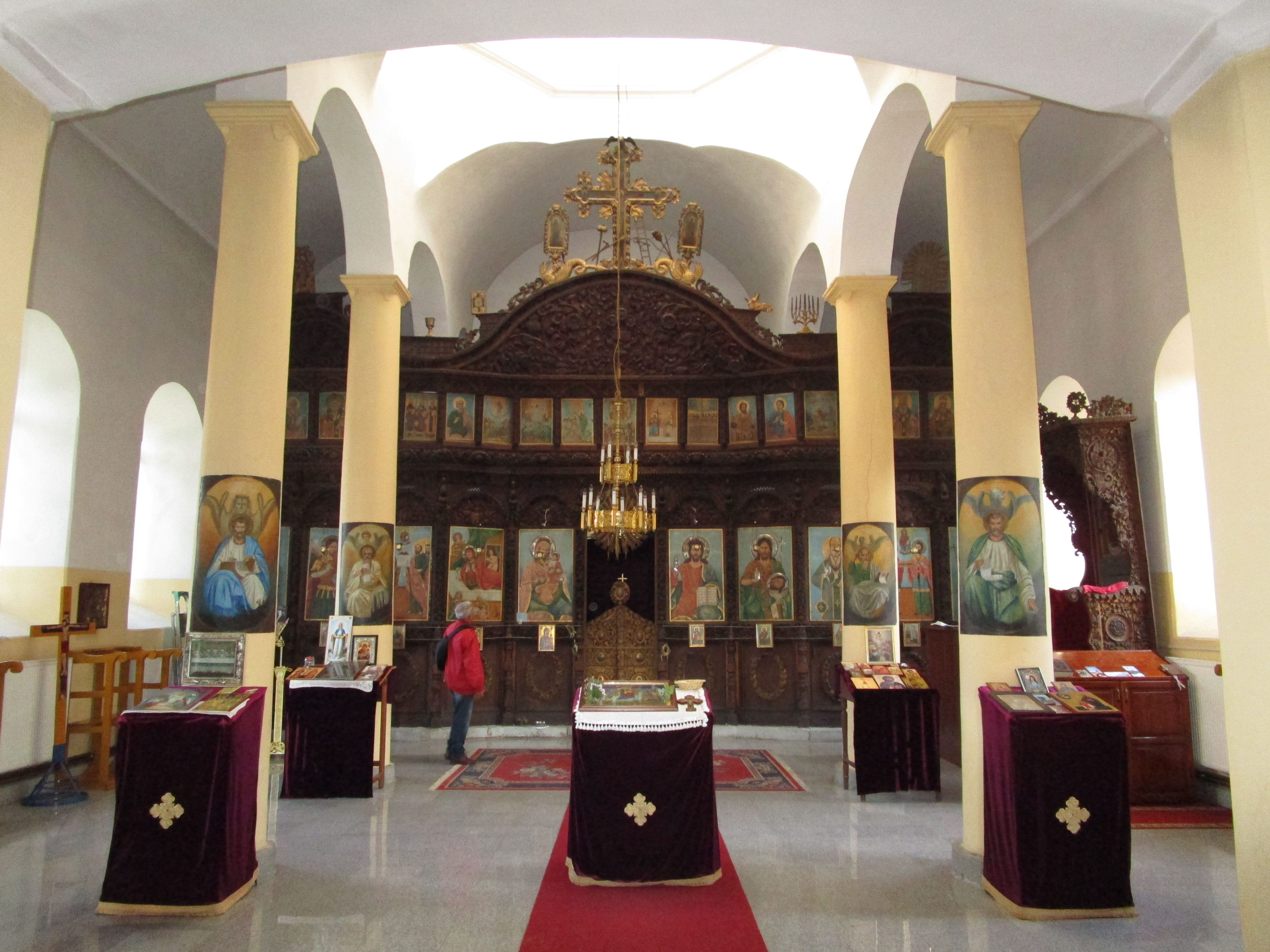
Der Kircheninnenraum

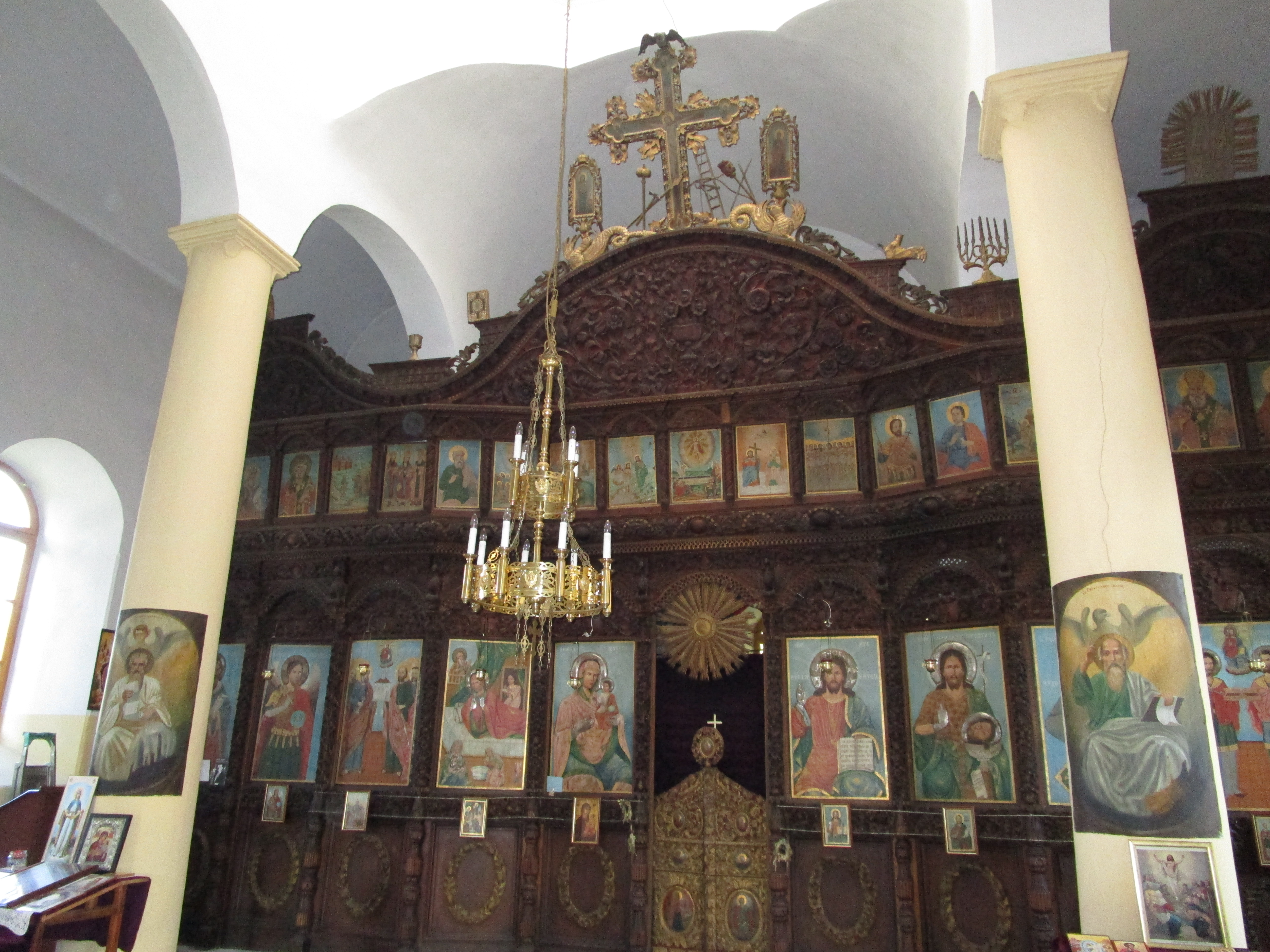
Blick auf die Ikonostase

Die 25,4 m lange und 12,7 m breite einschiffige Kirche ist mit einer Altar-Apsis im Osten mitsamt zwei kleinen Nebenapsiden und einem vorgezogenen Narthex, an dem sich der Kirchturm erhebt mitsamt einer achteckigen Kuppel mit einer Kirchenglocke und einer Zwiebelturmkappe, im Westen, erbaut worden.
Die Apsis hat ein separates Dach und eine weitere achteckige Kuppel erhebt sich über der Mitte des Naos. Die Kuppeln sind mit Kupferblechen bedeckt, auf deren Spitzen sich Metallkreuze befinden.
Der Haupteingang der Kirche befindet sich an der Westfassade; auch gibt es Nebeneingänge an der Nord- und Südseite der Kirche. An der Westfassade über dem Hauptkircheneingang befindet sich eine Patronatsikone der allerheiligsten Gottesmutter Maria mit dem Jesuskind.
Die von besonderem künstlerischem Wert, außergewöhnlich prächtig geschnitzte und reich verzierte mehrgeschossige Ikonostase aus Buchsbaumholz und der Bischofsthron sind die Werke der Debarer Künstler und Holzschnitzmeister Ivan Filipov Avramov (1834-1910) und seines Assistenten Nestor Aleksijev Mirčevski (1873-1969) aus dem Dorf Osoj.
Der Ikonenmaler der Ikonen auf der Ikonostase ist Ivan Janev Konstantinov (1850-1917) aus der Stadt Petrič. Die Namen der jeweiligen Stifter der Ikonen sind gut lesbar. Konstantinov bemalte die Kirche teilweise mit Fresken.
Im Kircheninnenraum stehen vier große Säulen, auf denen jeweils einer der vier  hl. Evangelisten abgebildet worden ist.